# Emmenopterys
Genre
Emmenopterys est un genre d'arbres appartenant à la famille des Rubiaceae.

## Liste d'espèces
Selon BioLib (9 avril 2020) et World Checklist of Selected Plant Families (WCSP) (9 avril 2020) :
- Emmenopterys henryi Oliv. (1889)

Selon Catalogue of Life (9 avril 2020) et Tropicos (9 avril 2020) :
- Emmenopterys henryi Oliv.
- Emmenopterys rehderi F.P.Metcalf